# جاني تاباني فيرتانن
جاني تاباني فيرتانن (بالفنلندية: Jani Virtanen)‏ هو لاعب كرة قدم فنلندي في مركز الهجوم، ولد في 6 مايو 1988 في توركو في فنلندا. لعب مع نادي أودينيزي ونادي توركو ونادي خيمكي ونادي روفانييمن بالوسورا ونادي يوفاسكولا.

## وصلات خارجية
- جاني تاباني فيرتانن على موقع الاتحاد الأوربي (الإنجليزية)
- جاني تاباني فيرتانن على موقع قاعدة بيانات كرة القدم.إي يو (الإنجليزية)
- جاني تاباني فيرتانن على موقع Soccerway.com (الإنجليزية)